# Circinella rigida
Circinella rigida är en svampart som beskrevs av G. Sm. 1951. Circinella rigida ingår i släktet Circinella och familjen Mucoraceae.   Inga underarter finns listade i Catalogue of Life.